# Obersdorf (Müncheberg)
Obersdorf ist ein Ortsteil der Stadt Müncheberg im Landkreis Märkisch-Oderland in Brandenburg.

## Geografische Lage
Obersdorf liegt nördlich des Stadtzentrums im Naturpark Märkische Schweiz; nördlich hiervon der Ortsteil Hermersdorf, östlich der Ortsteil Trebnitz und nordwestlich der Ortsteil Münchehofe. Nördlich der Wohnbebauung liegt der Vorder- oder Haussee; die südwestlichen Flächen werden durch den Buckwar Graben, die südöstlichen Flächen durch den Hausseegraben entwässert.

## Geschichte

### 13. bis 15. Jahrhundert
Obersdorf wurde in den Jahren 1224/1244 vom schlesischen Kloster Leubus mit einer Größe von 50 Hufen angelegt und erstmals als villa Oprechti im Jahr 1253 urkundlich erwähnt. Es entwickelte sich im Laufe der Zeit zu einem Straßenangerdorf mit Gut. In einer Urkunde von 1344 heißt der Ort Otbrechstorp; 1405 Otwersdorff, Obirsdorff. Im Jahr 1400 hatte er 54 Hufen, darunter vier für den Pfarrer und vermutlich einen Rittersitz. Als Teil der Lehensherrschaft Buckow teilte Obersdorf dessen Schicksal: 1405 wurde es einem Ritter Poppo von Holzendorf im Jahr 1416 an Kuno von Ziegesar (auch Segeser oder Ziesar) verkauft. Im Jahr 1460 hatte Oberstorff nach wie vor eine Größe von 50 Hufen; dem Pfarrer standen mittlerweile jedoch sechs Hufen zu. Die Kirche besaß eine weitere Hufe. Kurz darauf änderte sich die Schreibweise in czu obirstorff im Jahr 1463.

### 16. und 17. Jahrhundert
Die Einwohner zahlten im Jahr 1541 insgesamt 24 Rheinische Gulden (fl) 14 Groschen (gr) Landsteuer; ein Einwohner war mit 20 gr in Verzug geraten. Der Rittersitz wurde 1608 erneut erwähnt. Der Pfarrer besaß 1617 einen Garten, der auf „der gemeinen Freiheit“ lag und von ihm zur Hütung überlassen werden musste. Als Ausgleich erhielt er vom Kloster das Recht, zeitlebens auf dem See zu fischen. Von den sechs Pfarrhufen hatte der Pfarrer zuvor drei Hufen an sechs Kossäten verpachtet, musste diese aber nun wieder selbst bewirtschaften. Eine Statistik aus dem Jahr 1624 führte acht Hufner, 13 Kossäten, ein Pachtschäfer, einen Hirten, einen Schmied, drei Paar Hausleute und die Schäferknechte auf. Die Hufner bewirtschafteten 15 Hufen, sechs standen dem Pfarrer zu, eine der Kirche. Zwei Höfe mit je zwei Hufen waren vom Kloster von den Abgaben befreit worden. Bis 1628 war der Rittersitz baufällig geworden; es gab zu dieser Zeit 13 Kossätenhöfe, von denen einer wüst lag. In den Jahren 1633/1634 gab es sieben Ritterhufe, zehn Bauernhufe (davon drei wüst) sowie 13 Kossätenhöfe (davon acht wüst). Im Dorf lebten ein Schäfer, ein Hirte mit Vieh, ein Wohnschmied sowie ein Meister-, Hammel- und Lämmerknecht. Der baufällige Rittersitz war bis 1641 eingestürzt. Von sieben Bauernhöfen lagen vier wüst, von den 13 Kossätenhöfen weiterhin acht. Die Hufen, die ursprünglich dem Rittersitz zustanden, übernahm 1654 die Frau von Zabeltitz. Im Dorf lebten außerdem ein Dreihufner sowie zwei Zweihufner, darunter auch der Schulze sowie ein Schäfer, ein Hirte, ein Schmied und ein Paar Hausleute. Zwei weitere Höfe gehörten zum Krug; es gab vier Kossätenhöfe sowie neun wüste Höfe. Von diesen hatte die Frau von Zabeltitz einen Hof zu einem Garten umgewandelt. Eine Statistik aus dem Jahr 1666 führte 13 Bauernhufen und 13 Ganzkossäten auf. Im 17. Jahrhundert ging das Dorf an Georg Adam von Pfuel und 1688 an Graf Heino Heinrich von Flemming.

### 18. Jahrhundert
Im Jahr 1711 gab es drei Hufner, 13 Kossäten, ein Wohnschmied, einen Hirten ohne Vieh, einen Schäfer sowie einen Meisterknecht, einen Hammelknecht und einen Lämmerjunge. Die Einwohner zahlten für sechs Hufen je 7 gr. Eine weitere Statistik von 1734 führte drei Bauern, 13 Kossäten, sieben Hausleute, einen Fischer, eine Schmiede, einen Leineweber, einen Schäfer sowie einen Hirten auf. Im Dorf lebten 42 Frauen, 35 große Söhne, 21 große Töchter, 21 Söhne und 28 Töchter unter 10 Jahren sowie sieben Knechte und fünf Mägde. Im Jahr 1745 waren es sieben Bauern und 13 Kossäten; außerdem gab es mittlerweile ein Vorwerk. Für das Jahr 1772 sind ein Prediger, drei Bauern und Halbbauern, zwölf Kossäten und Büdner sowie eine Schmiede überliefert.

### 19. Jahrhundert
Zur Jahrhundertwende gab es das Dorf und Gut mit drei Halbbauern, 16 Kossäten, zwei Büdner, acht Einlieger, einen Fischer und eine Schmiede. Es gab sechs Bauernhufen und sieben Lehnhufen sowie 27 Feuerstellen (=Haushalte). Eine Statistik von 1818 führte lediglich das adelige Dorf mit Vorwerk und 22 Feuerstellen auf. Dieses Vorwerk erschien auch 1825. Es gab außerdem 14 Halbkossäten, drei Büdner, acht Einlieger (davon drei einzeln liegend), einen Handwerker, ein einzeln liegendes Forsthaus sowie einen Krug. Eine Statistik von 1831 führte einen Schuhmacher, zwei Zimmerleute, einen Maurer, zwei Schmiede, einen Schankwirt sowie sieben männliche und sechs weibliche Dienstboten auf. Kurz darauf erschien das Dorf mit Rittergut und 32 Wohngebäuden (1840). Die Gemarkung war in den Jahren 1862/1863 insgesamt 1590,9 Morgen (Mg) groß: 1277,3 Mg Acker, 3,1 Mg Gärten, 54,4 Mg Wiese, 73,5 Mg Weide, 132,4 Mg Wasser, 34,5 Mg Wege, 0,6 Mg Flüsse, Bäche und 14,7 Mg Hofräume. Im Dorf gab es eine Windmühle; außerdem bestanden das Rittergut, 26 Wohn-, drei gewerbliche und 48 steuerfreie Gebäude. Im Jahr 1880 bestanden das Dorf mit Loos, einer Windmühle und drei Bahnwärterhäusern sowie das Rittergut. Eine Statistik von 1882 führte für das Dorf zwei Bauerngüter mit einer Fläche zwischen 100 und 300 Mg (zusammen 296 Mg) auf. Es gab elf Kossätengüter zwischen 30 und 100 Mg (zusammen 758 Mg), sieben Büdnerhöfe zwischen 5 und 30 Mg (zusammen 59 Mg) und sieben Besitzungen unter 5 Mg (zusammen 21 Mg). Das Rittergut war 3786 Mg groß.

### 20. und 21. Jahrhundert
Im Jahr 1900 war das Dorf 406 Hektar (ha) groß; dort standen 37 Häuser. Das Rittergut war 862 ha groß und bestand aus zwölf Häusern und einer Getreidemühle. Im Jahr 1928 wurde das Rittergut mit Gemeinde Obersdorf vereinigt. Obersdorf wurde 1931 Landgemeinde mit einer Fläche von 1246 ha und dem Wohnplatz Siedlung sowie 81 Wohnhäusern mit 112 Haushaltungen. Im Jahr 1939 gab es einen land- und forstwirtschaftlichen Betrieb, der größer als 100 ha war. Weitere 26 Betriebe waren zwischen 20 und 100 ha, 15 zwischen 10 und 20 ha, einer zwischen 5 und 10 ha sowie 24 mit 0,5 und 5 ha.
Nach dem Zweiten Weltkrieg wurden im Rahmen der Bodenreform 325,5 ha enteignet (124,5 ha Acker, 9,2 ha Wiese und Weide, 75 ha Wald, 75 ha Gewässer und 41,7 ha sonstige Fläche). Davon erhielten 85,7 ha an 15 Landarbeiter und landlose Bauern. Weitere 14,7 ha gingen an vier landarme Bauern, 52,5 ha an fünf Umsiedler sowie 10,2 ha an fünf Handwerker. Drei Arbeiter und Angestellte erhielten 4,7 ha, weitere 20,2 ha an den VdgB, 62,2 ha an die Gemeinde sowie 75 ha an die Provinzialverwaltung. Im Jahr 1950 bestand die Gemeinde mit den Wohnplätzen Ausbau und Frankes Loos. Sieben Jahre später wurde die Gemeinde Münchehofe eingemeindet. Im Folgejahr gründete sich eine LPG Typ I mit neun Mitgliedern und 66 ha Fläche. Im Jahr 1960 gab es eine LPG Typ III mit 29 Mitgliedern und 226 ha Fläche sowie eine LPG Typ I mit 59 Mitgliedern und 484 ha Fläche, die 1967 an die LPG Typ III angeschlossen wurde. Zum 22. März 1970 schlossen sich Hermersdorf und Obersdorf zur neuen Gemeinde Hermersdorf/Obersdorf zusammen. Im Jahr 1977 bestand im Ort die KAP Pflanzenproduktion Müncheberg Brigade Obersdorf. Zum 31. März 2002 schlossen sich die Gemeinden Eggersdorf/Mü., Hermersdorf/Obersdorf, Hoppegarten/Mü., Jahnsfelde, Trebnitz und die Stadt Müncheberg zur neuen Stadt Müncheberg zusammen. Das Amt Müncheberg wurde am selben Tag aufgelöst und die Stadt Müncheberg amtsfrei. Dabei wurde auch die Gemeinde Hermersdorf/Obersdorf aufgelöst, Hermersdorf und Obersdorf sind seither Ortsteile der Stadt Müncheberg.

## Bevölkerungsentwicklung
| Jahr      | 1734 | 1772 | 1791 | 1798 | 1801 | 1818 | 1840 | 1864 | 1871                                           | 1885        | 1895        | 1905        | 1925 | 1939 | 1946 | 1964 |
| Einwohner | 187  | 185  | 168  | 192  | 195  | 173  | 275  | 367  | Dorf 270 und Gut 144 und 13 (Bahnwärterhäuser) | 292 und 133 | 267 und 131 | 249 und 169 | 298  | 500  | 487  | 500  |

## Kultur und Sehenswürdigkeiten
- Die Dorfkirche Obersdorf entstand in der zweiten Hälfte des 13. Jahrhunderts. Das Bauwerk wurde im Zweiten Weltkrieg stark zerstört; dabei wurde auch ein Großteil der Kirchenausstattung vernichtet.

## Verkehr
Der Haltepunkt Obersdorf liegt an der Bahnstrecke Berlin–Küstrin-Kietz Grenze und wird im Stundentakt durch die Linie RB 26 bedient. In Obersdorf halten die Züge jedoch nur zweistündlich.